# C'era una volta... (franchise)
C'era una volta... (Il était une fois...) è un franchise d'animazione francese creato da Albert Barillé e dal suo studio Procidis a scopo educativo, che comprende otto serie animate, prodotte dal 1978 al 2023.

## Serie animate
| n° | Titolo originale [Traduzione]                                                             | Titolo italiano |
| -- | ----------------------------------------------------------------------------------------- | --- |
| 1  | Il était une fois... l'Homme "C'era una volta... l'uomo"                                  | C'era una volta... l'uomo (Rai, DeAgostini e Dynit) Conosciamoci un po' - La grande storia dell'avventura umana (Mediaset)                                                                |
| 2  | Il était une fois... l'Espace "C'era una volta... lo spazio"                              | C'era una volta... lo spazio (Rai e Dynit) Ai confini dell'universo (Mediaset) Avventure nello spazio (Laservision)                                                                       |
| 3  | Il était une fois... la Vie "C'era una volta... la vita"                                  | C'era una volta la vita: la favolosa storia del corpo umano (RSI) Siamo fatti così (Mediaset) Esplorando il corpo umano (DeAgostini) Siamo fatti così - Esplorando il corpo umano (Dynit) |
| 4  | Il était une fois... les Ameriques "C'erano una volta... le Americhe"                     | Riscopriamo le Americhe |
| 5  | Il était une fois... les Découvreurs "C'erano una volta... gli scopritori"                | Grandi uomini per grandi idee (Mediaset e Dynit) Invenzioni e inventori (DeAgostini) |
| 6  | Il était une fois... les Explorateurs "C'erano una volta... gli esploratori"              | Imbarchiamoci per un grande viaggio |
| 7  | Il était une fois... notre Terre "C'era una volta... la nostra Terra"                     | C'era una volta... la Terra |
| 8  | Il était une fois... ces Drôles d'objets "C'erano una volta... questi divertenti oggetti" | C'erano una volta... gli oggetti |

## Personaggi
Il franchise illustra i vari soggetti (come elencati sopra) dal punto di vista di un gruppo sempre composto da figure ricorrenti simili che rappresentano diversi ruoli archetipici. Alcuni di loro invece assumono i ruoli di figure storiche realmente esistite.
- Maestro: Un uomo vecchio e saggio che solitamente ricopre il ruolo di capo tribù, sacerdote, consigliere regale e inventore. Ha lunghi capelli bianchi, un paio di antenne e una barba che gli ricopre tutto il corpo. Lo si vede nascondere oggetti nella barba, a volte armeggiando un po' per trovare l'oggetto che desidera presentare. Funge da mentore per i protagonisti, illustrando loro i vari argomenti.

- Piero (Pierre): Un giovane coraggioso e affascinante. Rappresenta l'immagine del bravo ragazzo. Il suo alter-ego giovane si chiama Pierino (Pierrot), spesso compare come il figlio di Piero e rispecchia in tutto le sue caratteristiche.

- Maciste (Le Gros): Il migliore amico di Piero. Un ragazzo grande, con i capelli rossi e una grande forza fisica. A volte tende a essere un po' goffo, ma è molto forte. Spesso difende Piero, Piera e Psi dai bulli. Il suo alter-ego giovane si chiama Macistino (Petit Gros).

- Psi: Una giovane ragazza brasiliana dai capelli neri e grandi occhi espressivi, funge da fidanzata di Piero. La sua alter-ego giovane condivide il suo stesso nome.

- Piera (Pierrette): Una ragazza bionda, sorella minore di Piero. La sua alter-ego giovane condivide il suo stesso nome ed è la sorella minore di Pierino.

- Tigna (Pest): Un bullo grande e forte che si diverte a prendersela con gli altri o ad attaccarli. È forte, ma Maciste riesce a tenergli testa.

- Birba (Nabot): Amico di Tigna, mingherlino e debole ma astuto e intrigante. Caratterizzato da una risatina maliziosa. Sia lui che il suo amico mostrano caratteri decisamente negativi (apparendo nei ruoli di traditori, spie, cospiratori o assassini), o almeno scettici o ipocriti. Sono loro che generalmente innescano un conflitto tra i protagonisti.

- L'orologio: è un piccolo dispositivo dotato di occhi, braccia e un display che mostra l'anno in cui si verificano gli eventi. A volte reagisce a ciò che mostra sullo schermo.